# Ismael
Ismael är i Bibeln son till patriarken Abraham och tjänstekvinnan Hagar. Enligt Gamla testamentet (1 Mos. 21:8-21) blev Ismael fördriven tillsammans med sin mor, Hagar, för att Abrahams hustru Sara inte ville att Ismael skulle ärva tillsammans med hennes son Isak.

## Islam

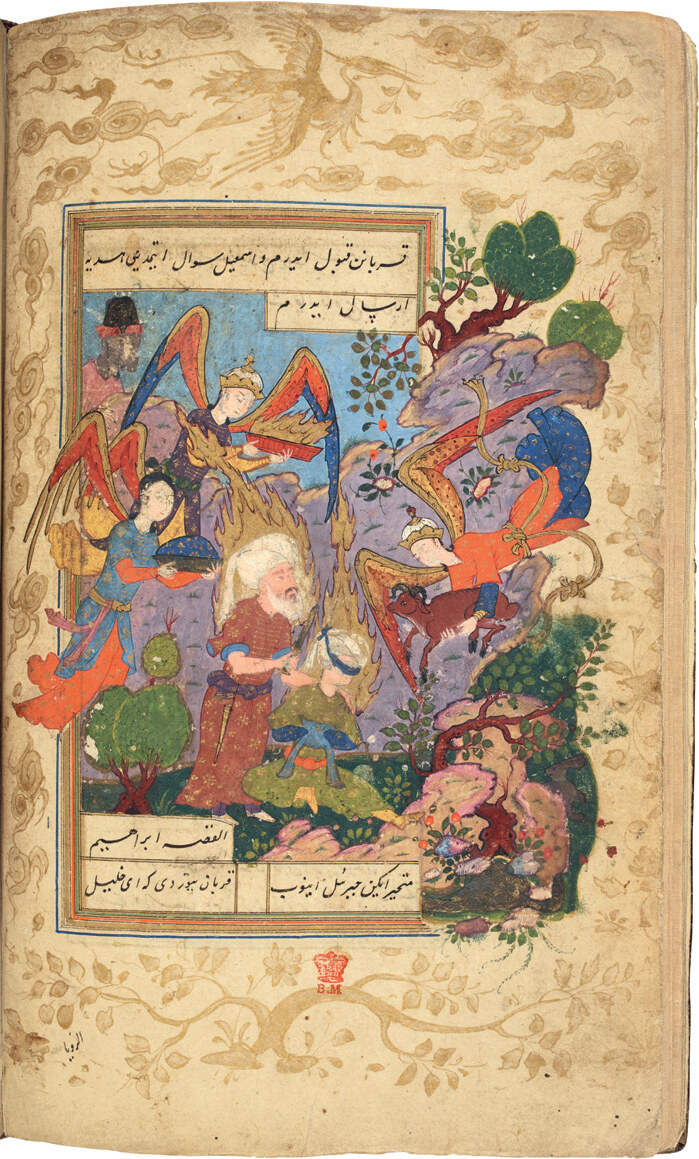
Ismail med förbundna ögon vid Ibrahims förestående offer.

Inom islam är Ismael, eller Ismail (arabiska: إسماعيل, Ismāʿīl) som muslimer kallar honom, Abrahams (Ibrahims) förstfödde son, född av Hagar, och som en utvald profet och Guds budbärare. Hans namn förekommer tolv gånger i Koranen, mestadels i listor över andra profeter. Enligt islamisk tradition var det Ismail som Abraham var på väg att offra till Gud för att visa sin gudsfruktan och inte, som Bibeln berättar, Saras son Isak. 
Både den judiska och den islamiska traditionen anser att Ismail är det arabiska folkets förfader. Enligt islamisk tradition var profeten Muhammed en ättling till Ismail genom hans son Kedar.
Abraham och Ismael sägs ha lagt grunden för Kaba i Mekka som ursprungligen byggdes av Adam.